# Yanktonai
Yanktonai (tudi Ihanktonna, iz Iháŋktȟuŋwaŋna – »majhna vas na koncu«, Ihanke – »konec«; tonwan – »vas«; na – pomanjševalnica: konec majhne vasi) je eno od dveh plemen Zahodnih Dakot plemenske zveze Sedem ognjev ali Sujev, jezikovne skupine Siouan.  
Drugo pleme zahodnih Dakot je Yankton.
Plemensko zvezo Sedem Ognjev ali Sujev tvorijo še štiri plemena vzhodnih Dakot Mdewakanton, Sisseton, Wahpekute in Wahpeton ter pleme Lakota.

## Kultura in način življenja
Yanktonai so se zaradi stalnega pritiska Anishinabejev preselili proti jugu in zahodu ter se naselili na svojem kasnejšem plemenskem ozemlju v današnji Severni in Južni Dakoti. Yanktonai so živeli ob rekah v stalnih vaseh in so pretežno gojili koruzo, fižol in buče. Svežo zelenjavo so jedli surovo ali kuhano, ali pa so jo posušili in shranili za kasnejšo uporabo. Lovili so jelene, medvede, lose, antilope in manjšo divjad, vendar so bili v bistvu odvisni od ogromnih čred bizonov, ki so jim zagotavljale hrano in surovine za skoraj vse potrebe vsakdanjega življenja. Njihovo lovsko orožje so bili loki in puščice, ki si jih je vsak lovec izdelal sam in jih prilagodil svoji velikosti. Puščice so bile označene, kar je služilo za identifikacijo strelca. Bizonskega mesa seveda niso mogli pojesti vsega takoj, zato so ga delno posušili in tako konzervirali. Posušeno meso so zmleli v možnarjih, ga zmešali s prav tako posušenimi divjimi jagodami in zelišči ter ga z raztopljeno maščobo povezali v trdno maso. Ta okusna trajna hrana se je imenovala pemikan in je bila znana v velikih delih Severne Amerike.
Yanktonai so dokazano prebivali v zemljankah, ki so nudile boljšo zaščito v mrzlih zimah, vendar so ostale hladne tudi v vročih poletnih mesecih. Pri lovu so uporabljali tipi, ki so jih prevažali na travoisih, ki so jih vlekli konji. Iz bivoljih kož so ženske Yanktonai izdelovale oblačila, mokasine, torbe, vreče in prevleke za tipije. Oblačila in mokasine so bile okrašene z biseri in majhnimi kostmi. Mokasini Yanktonai so bili znani po svojih trdnih, trdih podplatih, s katerimi so lažje hodili po grobem, neravnem terenu. Za potovanja po rekah so Yanktonai uporabljali bullboate, okrogle lahke čolne, ki so bili sestavljeni iz okvirja iz vrbovih vej in čez napete bivolje kože.
Avtentične informacije o Indijancih Velikih planjav prihajajo šele iz zapisov Lewisa in Clarka z njune odprave od 1804 do 1806 na zahodno obalo in nazaj, ki jih je v 1830-ih letih dopolnil George Catlin s slikami in dodatnimi poročili. Etnografsko najnatančnejši material je zasluga princa Maksimilijana zu Wieda, ki je skupaj s švicarskim slikarjem Karlom Bodmerjem živel med Indijanci planjav v letih 1834 in 1835. Dobri človeški odnosi z domorodci so jima omogočili, da sta ustvarila dragoceno in temeljno delo za znanost. Bodmer je na primer s tega potovanja prinesel približno 500 akvarelov in risb s svinčnikom.

## Zgodovina
Okoli leta 1700 je Yanktonai prvič omenil Pierre-Charles Le Sueur v svojih poročilih. Nato so se ponovno pojavili šele leta 1804 pri Lewisu in Clarku, ki sta obiskala njihovo bivališče v povirju rek Sioux, James in Red River. V britansko-ameriški vojni leta 1812 so sodelovali tudi nekateri yanktonaijski bojevniki pod poglavarjem Waneto, ki je bil za svoje zasluge pri Britancih celo povišan v stotnika. Kot mlad poglavar se je pridružil britanski vojski in se odlikoval s posebnimi dosežki v boju proti Američanom pri Fort Mergs in Stephensonu v Ohiu. Celo potoval je v London in bil predstavljen na kraljevem dvoru. S pogodbo iz Washingtona 19. aprila 1858 so Yanktonai vladi odstopili skoraj celotno plemensko ozemlje in bili preseljeni v več rezervatov. V zameno so od vlade prejeli denar, hrano in blago. Ameriška državljanska vojna (1861–1865) je povzročila plačilne težave in prekinitev letnih dobav, kar je pri njih sprožilo lakoto. Prišlo je do nemirov v nekaterih skupinah, vendar jih je ob izbruhu vzhodnega dakotskega upora leta 1862 v Minnesoti vrhovni poglavar Yanktonov Palaneapape ('Struck A Pawnee', tudi Padani Apapi ali Pa-Da-Ni-A-Ha-Hi – 'Struck by the Ree') obdržal iz konflikta in pravočasno opozoril bele naseljence, naj poiščejo zaščito v utrdbah. S tem je rešil življenja mnogim belcem.

## Demografija
Lewis in Clark sta leta 1806 ocenila število Yanktonai na 1.750 pripadnikov. Urad za indijanske zadeve je leta 1842 ocenil njihovo število na 6.000. Leta 1874 je bilo preštetih 2.266 članov plemena, medtem ko je popis iz leta 1886 ugotovil 5.109 Yanktonai.
Glej tudi:
- Suji
- Dakota
- Lakota
- Yankton
- Sisseton
- Wahpekute
- Wahpeton
- Mdewakanton